# Ficus cervantesiana
Ficus cervantesiana är en mullbärsväxtart som beskrevs av Paul Carpenter Standley och L.O. Williams. Ficus cervantesiana ingår i släktet fikonsläktet, och familjen mullbärsväxter. Inga underarter finns listade i Catalogue of Life.